# بیلی مورگان
بیلی مورگان (انگلیسی: Billy Morgan (footballer, born 1878)؛ ۱۸۷۸ – ۱۹۳۹ (۶۰−۶۱ سال)) یک بازیکن فوتبال اهل انگلستان بود.
از باشگاه‌هایی که در آن بازی کرده‌است می‌توان به باشگاه فوتبال منچستر یونایتد، باشگاه فوتبال واتفورد، باشگاه فوتبال لستر سیتی، باشگاه فوتبال جیلینگام، و باشگاه فوتبال بولتون واندررز اشاره کرد.